# Кто вы, доктор Зорге?
«Кто вы, доктор Зорге?» (фр. Qui êtes-vous, Monsieur Sorge?) — фильм французского режиссёра Ива Сиампи. Одним из главных инициаторов его создания стала японская актриса Кэйко Киси, которая была женой режиссёра. Она была знакома с историей резидента советской разведки в Японии Рихарда Зорге, официально известного как немецкий журналист, дипломат. Один из соавторов сценария Ханс-Отто Майснер, знавший Зорге лично, сыграл в фильме самого себя. Фильм был закуплен для проката в СССР, где успешно демонстрировался в 1964 году и повторно в 1985 году. Многие связывают реабилитацию Рихарда Зорге в СССР, распространение известности и присвоение ему звания Героя Советского Союза с просмотром фильма первым секретарём ЦК КПСС Никитой Хрущёвым, которому картина очень понравилась, и он дал указание заняться популяризацией фигуры разведчика в советском обществе.

## Сюжет
Немецкий журналист Рихард Зорге пользуется большой популярностью в немецкой колонии Токио. Он завязывает дружбу с немецким дипломатом Ойгеном Оттом (в фильме — генерал Вольф) и его женой. Гораздо более тесные отношения связывают его с немкой Лили Браун и японской баронессой Юки Сакураи.
Даже гестаповский контрразведчик Майзингер не может себе представить, что весёлый и удачливый Зорге и есть таинственный «Рамзай» — резидент советской военной разведки и глава разветвлённой шпионской сети…

## Над фильмом работали

### В ролях
| Актёр             | Роль                                    |
| ----------------- | --------------------------------------- |
| Томас Хольцман    | Рихард Зорге                            |
| Кэйко Киси        | Юки Сакураи                             |
| Марио Адорф       | Макс Клаузен                            |
| Надин Базиль      | Анна Клаузен                            |
| Акира Ямаути      | Хоцуми Одзаки                           |
| Синобу Асахи      | жена Одзаки                             |
| Жак Бертье        | Серж Брановски (Бранко Вукелич)         |
| Франсуаз Спира    | Эдит Брановски                          |
| Кодзи Намбара     | Ётоку Мияги                             |
| Бой Гоберт        | Майзингер                               |
| Ханс-Отто Майснер | камео                                   |
| Рольф Кучера      | генерал Вольф                           |
| Адельхайд Зек     | Хельма Вольф                            |
| Ингрид Ван Берген | Лили Браун (озвучивала Серафима Холина) |
| Рюйи Кита         | Коноэ                                   |

### Съёмочная группа
- режиссёр: Ив Сиампи
- ассистент режиссёра: Ив Буассе
- продюсер: Жак Бар
- сценарий: Ив Сиампи, Цутому Савамура, Ханс-Отто Майсснер
- оператор: Тосио Убуката, Эмиль Вилербю
- художник: Тиёо Умэда
- композитор: Серж Ниг

## Создание

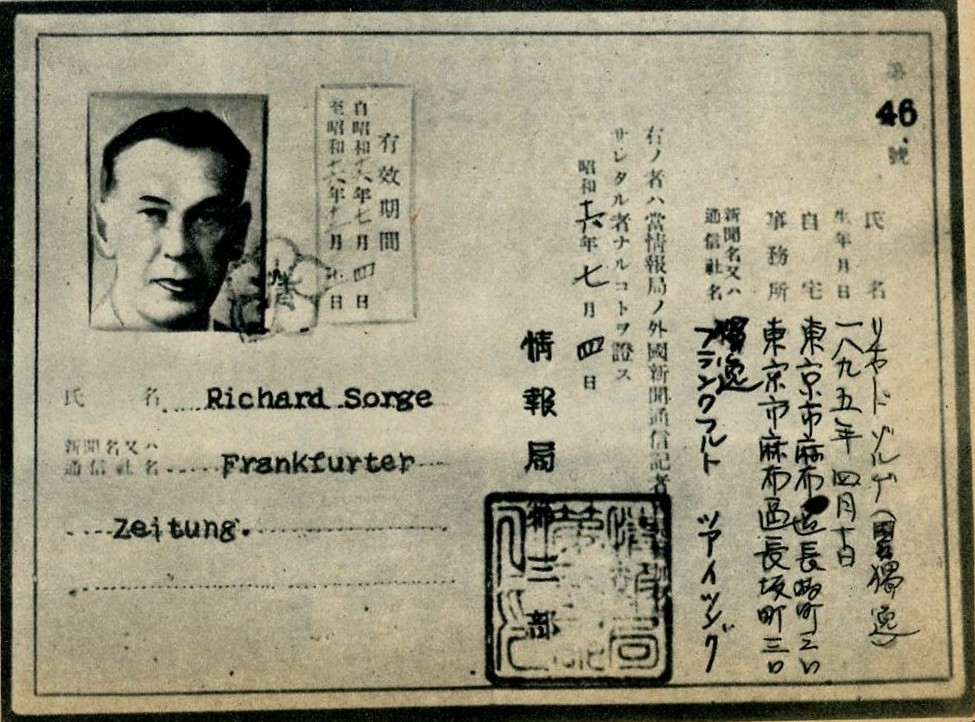
Удостоверение пресс-секретаря посольства Германии в Японии Зорге

После капитуляции Японии в 1945 году американские оккупационные власти получили доступ к архивам императорских спецслужб, в которых обнаружили материалы о группе Рихарда Зорге — с 1933 года по октябрь 1941 года резидента нелегальной советской разведки в Японии, передававший ценную информацию о деятельности и намерениях стран Оси. Зорге и большая часть его группы были арестованы 18 октября 1941 года, а всего по этому делу было арестовано 35 человек, из которых привлечено к суду 17. После признания Зорге виновным его казнь состоялась в токийской тюрьме «Сугамо» 7 ноября 1944 года, после чего был казнён его ближайший помощник Хацуми Одзаки, а также другие члены разведсети. Про эти факты в японской прессе, кроме заявления об аресте в 1942 году, никакой информации не сообщалось и до американского вмешательства о деятельности группы Зорге было неизвестно. Из материалов этого дела американские спецслужбы выяснили, что немецкий журналист оказался резидентом крупной разведывательной сети с агентурным псевдонимом «Рамзай». Они были поражены объёмом информации, собранной и переданной Зорге в СССР. По этим фактам генерал-майор Чарльз А. Уиллоуби (англ. Charles A. Willoughby), который возглавлял разведывательное управление штаб-квартиры командования вооруженных сил США на Дальнем Востоке, составил отчёт и направил его в США. По этому делу решено было провести антисоветскую и антикоммунистическую пропагандистскую кампанию. Публикации в прессе вызвали интерес в японском обществе и во всём мире, кроме СССР, спецслужбы которого в течение 20 лет не признавали Зорге своим агентом. В 1950-е годы о деятельности Зорге было написано несколько книг, снят фильм, поставлена пьеса.  

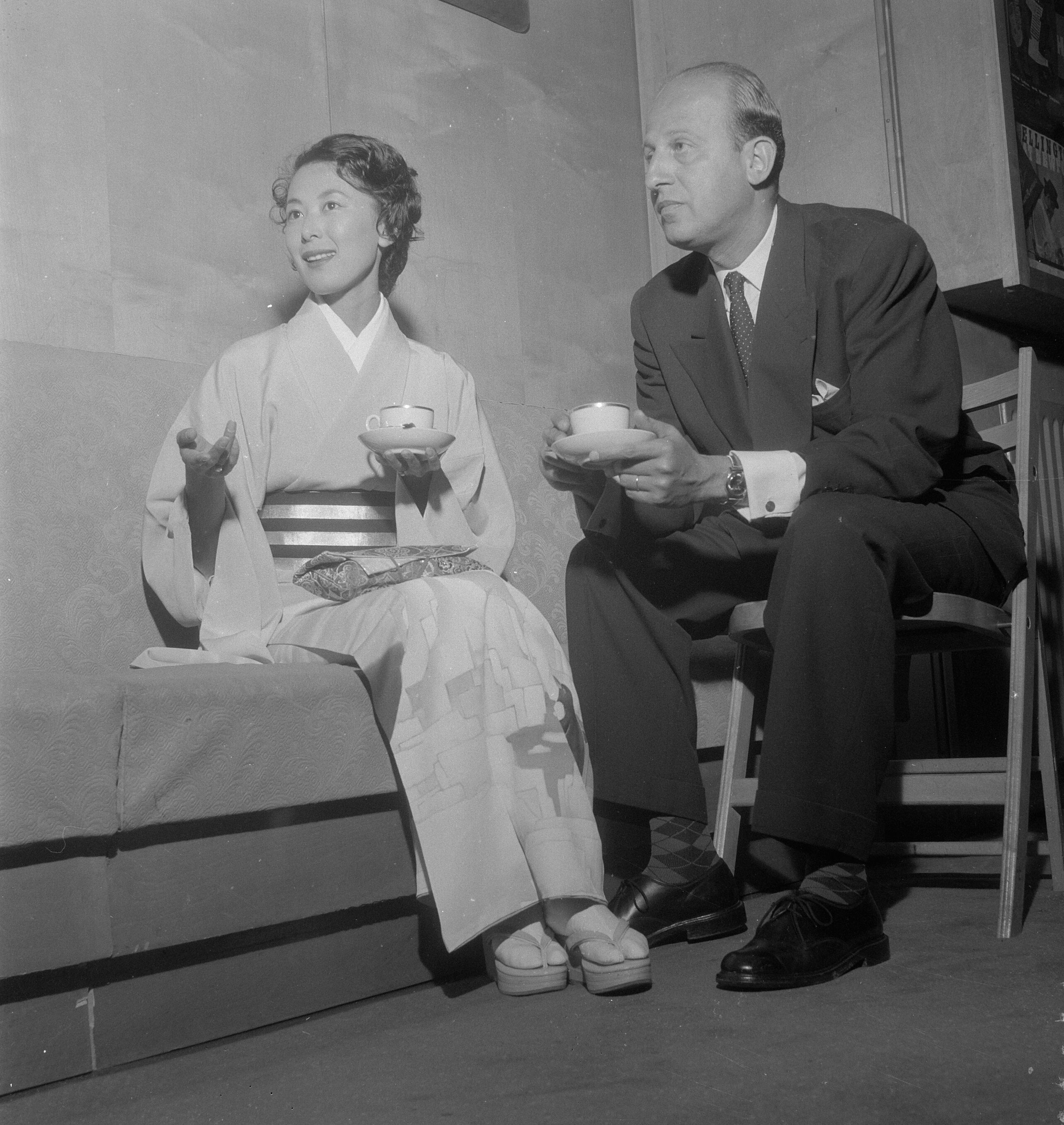
Ив Сиампи и Кэйко Киси

Одним из главных инициаторов создания фильма «Кто вы, доктор Зорге?» является японская актриса Кэйко Киси. Фильм был снят в 1961 году её супругом Ивом Сиампи (в СССР широко известен как Ив Чампи). Киси познакомилась с будущим мужем при создании фильма «Тайфун над Нагасаки» (1957), режиссёром которого был Сиампи. В декабре 1956 года, после завершения съёмок этой постановки, они объявили о помолвке, а их свадьба состоялась полгода спустя — в мае 1957 года в Париже. В своём интервью, данном Киси во время визита в Москву в качестве гостя V Московского международного кинофестиваля, она вспоминала, что приблизительно через год после свадьбы её муж подыскивал в Париже сюжет для своего нового фильма. Актриса, которая в то время находилась в Токио, написала ему о знаменитом в её стране советском разведчике Рихарде Зорге, историями о котором она в своё время зачитывалась. По её совету Сиампи первоначально прочитал несколько  статей, а потом несколько книг посвящённых разведчику: «Тема захватила меня. Я понял, что у меня в руках находка, сокровище, о котором можно только мечтать. Так началась работа», — вспоминал он. Сиампи поставил несколько фильмов носящих антивоенный характер. На вопрос советского киноведа и критика Семёна Чертока, чем объяснить такой его интерес к антивоенной проблематике, режиссёр отвечал, что это видимо вызвано тем, что ему ранее пришлось пережить в жизни. Дело в том, что во время оккупации Франции войсками нацистской Германии Сиампи принимал активное участие в Движении Сопротивления, в котором первоначально стал разведчиком. По доносу предателя он был арестован и заключён в концлагерь, из которого ему удалось бежать в Испанию, где его арестовали, и он месяц находился во франкистской тюрьме. Оттуда ему снова удалось сбежать, и он поступил на службу в одно из военных подразделений организации «Сражающаяся Франция» в Африке. В 1944 году в составе частей регулярной армии он принял участие в высадке в Нормандии, после чего воевал за свободу своей страны, участвовал в боях при освобождении Парижа и Страсбурга. По словам режиссёра, этот период является важнейшим в формировании его мировоззрения: «Война, Сопротивление — самая важная часть моей жизни, эпоха, когда я страдал и боролся. Она дала мне возможность выразить самого себя и свои убеждения, сформулировать свои взгляды. Тема борьбы с нацизмом и милитаризмом с тех пор самая дорогая для меня».

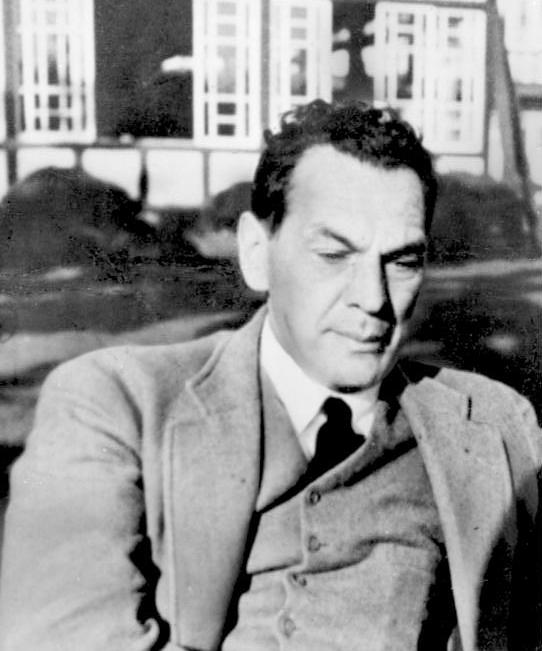
Рихард Зорге

По словам Киси, все материалы для будущего фильма были собраны при её активном участии. Так, актрисе посчастливилось, пользуясь своими связями, получить на два дня архивное «Дело Зорге», собранное агентами «Кэмпэйтай» (корпус безопасности (правопорядка) Сухопутных войск Императорской Японии) — японского аналога немецкого гестапо времён Второй мировой войны. Киси отмечала, что видит свою главную роль в создании фильма как переводчица, а не как её инициатор, исследователь и актриса. Так как на студии в Париже снималось только ограниченное количество сцен, а основные съёмки производились в Японии, требовалось много переводить, и несмотря на то, что в переводчиках не было недостатка, она буквально всё переводила лично: «Чтобы перевод был настоящим, надо хорошо знать не только слова, но и душу того и другого народа. Если этого нет, не поможет никакой словарь. Было тяжело, я изматывалась, ни на минуту не отлучаясь со съёмочной площадки, подчас теряла силы, но понимала, что участвую в большом и важном деле». Режиссёр также проводил подробные изыскания, связанные с выяснением фактов биографии легендарного разведчика, для чего посетил ФРГ, ГДР и Японию, общался с его знакомыми, изучал архивные материалы. Он завёл специальное досье и картотеку для систематизации полученной информации. Основной идеей будущего фильма должна была стать демонстрация борьбы человека против фашизма:
Скажу откровенно: чем больше я знакомился с жизнью Зорге, тем больше влюблялся в него. Он стал моим героем, близким мне человеком, отважным, умным, кристально честным, верным двум своим родинам — СССР и Германии. Я не обмолвился: да, СССР и Германии, — ибо Зорге боролся и за неё, за подлинную Германию, для которой фашизм был ужасным кошмаром.
При подборе исполнителя главной роли возникли определённые трудности, что во многом объяснялось тем, что режиссёр не хотел идти на поводу у продюсеров и приглашать кинозвезду, так как, по его мнению, это могло лишить фильм достоверности к которой он стремился. Подбор актёра на роль разведчика занял около четырёх месяцев, и когда режиссёр уже практически потерял надежду подыскать наиболее адекватного исполнителя, это ему удалось сделать в Западном Берлине. Проходя мимо здания «Шиллер-театра» Сиампи увидел на театральной афише именно того актёра, которого он ранее безуспешно искал — им оказался ведущий актёр этого театра Томас Хольцман. Режиссёру с большим трудом удалось убедить актёра сыграть эту роль, так как он с предубеждением относился к кинематографу. Несмотря на то, что Хольцман не знал французского языка, он очень добросовестно отнёсся к своей работе — заучил текст наизусть, а также репетировал и участвовал в съёмках не взирая на время.
Режиссёр старался приблизить постановку к реалистичности и достоверности персонажей. По его словам, он стремился избежать «дешёвой романтики», а также того, чтобы фильм походил на стандартный «приключенческий боевик». В картину введены комментарии автора художественной книги о Рихарде Зорге Ганса Отто Мейснера (нем. Hans-Otto Meissner), бывшего сотрудника германского посольства в Токио, который в картине сыграл самого себя и был лично знаком с разведчиком. Создавая фильм, Сиампи следовал своему пониманию того, что в художественном фильме персонажи могут быть и вымышлены, но они должны быть «абсолютно достоверны»: «Я же поставил перед собой цель: ни одного выдуманного персонажа, сначала — факт, потом воображение. Правда бывает интереснее любой выдумки». Также с целью придания реалистичности фильму в него были включены документальные кадры, что, по словам режиссёра, привносило в него «достоверность, спокойный тон». Драматургическую напряжённость Сиампи прежде всего стремился передать другими средствами — «столкновением двух мировоззрений, двух идеологий, в котором Зорге погибает, но побеждает». На подготовительный этап создания фильма ушло около года, а на его съёмку ещё год. Мировая премьера фильма прошла 29 марта 1961 года в Париже.

## Прокат
- Франция — фильм вышел во французский прокат 29 марта 1961 года в Париже, где его посмотрели около 370 000 человек, а общее количество просмотров по стране составило более 1 700 000[6][7].
- Италия — премьера состоялась 15 сентября 1961 года под названием «Шпион столетия» (итал. La spia del secolo)[6].
- Япония — 21 июня 1961 года под названием «Шпион Зорге. Накануне Перл-Харбора» (яп. スパイ・ゾルゲ 真珠湾前夜)[6].
- ФРГ — 16 июня 1961 года под названием «Кто вы, доктор Зорге?» (нем. Wer sind Sie, Dr. Sorge?)[6].

## В СССР
В 1962 году Ив Сиампи вышел на представителей СССР и предложил ленту для показа на родине разведчика. Однако она была отвергнута чиновниками Министерства культуры СССР, которые пришли к выводу, что экранный образ Зорге не соответствовал представлениям о моральном облике советского разведчика, и, прежде всего, их насторожили, откровенные по меркам советской действительности любовные сцены. Однако режиссёр повторил попытку в 1963 году и обратился уже в созданный Государственный комитет при Совете Министров СССР по делам кинематографии. Однако там тоже возникли возражения по поводу целесообразности приобретения фильма. Считается, что благоприятное для создателей фильма разрешение этого вопроса произошло при непосредственном участии первого секретаря ЦК КПСС Никиты Хрущёва, который увидел фильм в 1964 году. 
Обстоятельства просмотра фильма Хрущёвым довольно противоречивы и звучат в различных интерпретациях. Российский публицист Владимир Воронов писал по этому поводу: «Правда, когда речь заходит о деталях пресловутого просмотра, очевидцы путаются в показаниях, расходясь во всём: датах, месте, времени, обстоятельствах и деталях исторического просмотра». По рассказам, Хрущёв был буквально поражён увиденным на экране. Узнав от руководителей советских спецслужб, о том, что Рихард Зорге — не вымышленный персонаж, а историческая личность, Хрущёв поручил популяризовать в СССР фигуру этого разведчика. Газета «Правда» 4 сентября 1964 года опубликовала статью о Зорге. В ней он описывался как герой, первым получивший достоверную информацию о подготовке немецкого вторжения. После этого он множество раз предупреждал Сталина о грядущей катастрофе, нависшей над СССР. «Однако Сталин не обратил внимания на это и на другие подобные доклады», — говорилось в этой статье. 
Журналист Всеволод Овчинников, работавший в то время корреспондентом «Правды» в Токио, вспоминал в связи с этим, что летом 1964 года в Японию был откомандирован политический обозреватель газеты «Правда» Виктор Маевский, которому было поручено написать биографический очерк о Зорге. Он рассказал, что это поручение было вызвано тем, что на даче у Хрущева показывали картину Ива Сиампи: «После фильма Никита Сергеевич риторически изрёк: „А разумно ли мы поступаем, что открещиваемся от такого выдающегося разведчика?“». 
Примерно на такой же версии развития событий настаивал Борис Чехонин  — корреспондент «Известий» в Японии. В своей книге «Журналистика и разведка» он рассказывает, что ему позвонил Алексей Аджубей, который был зятем Хрущёва и в 1959—1964 годах главным редактором «Известий». Аджубей дал поручение журналисту срочно подготовить материал в газету о деятельности Зорге, но Чехонину про этого разведчика ничего не было известно. Позже выяснилось, что ещё до недавнего времени о нём ничего не слышал и Хрущёв, который узнал о советском разведчике при просмотре фильма Сиампи у себя на подмосковной даче. На просмотре присутствовали его жена, дочь и зять. После этого Хрущёв стал выяснять факты биографии разведчика. По словам Чехонина, советский руководитель заинтересовался историей Зорге, фактом забвения его заслуг, в чём он усматривал недальновидность Иосифа Сталина: «Хрущёв увидел в этом ещё один повод восстановить попранную Сталиным справедливость и тут же распорядился подготовить указ о присвоении советскому разведчику высшей боевой награды — золотой звезды Героя Советского Союза. „Правде“ и „Известиям“ поручили опубликовать соответствующие статьи». 
Существуют и другие версии, связанные с обстоятельствами просмотра фильма Хрущёвым, согласно которым это происходило в другое время, разных местах, а также в присутствии других лиц. Владимир Воронов, который считает, что начало «канонизации» Зорге было вызвано другими причинами, не связанными со сценой «хрущёвского восторга» этим фильмом, отмечает, что эта версия получила распространение, но имеет целый ряд уязвимых мест: «Вот только за все эти десятилетия ни один реальный очевидец сцены „узнавания о Зорге“ так и не объявился. Сам же Никита Сергеевич, надиктовавший на пенсии обширные воспоминания, имени Зорге в них вообще ни разу даже не упомянул».
Благодаря этому фильму узнал о деятельности Зорге и маршал Советского Союза Георгий Жуков. Про данный факт советский разведчик, журналист и писатель Виталий Чернявский писал: «Может показаться невероятным, но факт остаётся фактом: маршал Г. К. Жуков узнал о выдающемся советском разведчике из франко-итало-японского кино-фильма „Кто вы, доктор Зорге?“, который демонстрировался у нас в 1964 году. А ведь крупнейший наш полководец перед войной был начальником Генерального штаба и ему подчинялась внешняя разведка, в которой служил Зорге».
Статьи и заметки о Зорге стали появляться в общесоюзной и региональной прессе. В сентябре — декабре 1964 года только лишь такие центральные советские издания как «Правда», «Известия», «Комсомольская правда» и «Красная звезда» — опубликовали почти три десятка материалов о ранее не известном советском разведчике. В этом же году увидела свет и первая советская книга о Зорге, после чего популярные и документальные издания стали появляться на регулярной основе. 5 ноября 1964 года Зорге присвоили звание Героя Советского Союза (посмертно). Несколько членов его группы были награждены боевыми орденами, в том числе проживавший в ГДР Макс Клаузен. Некоторые соратники Зорге были награждены, как и он, посмертно.
Для советского проката фильм был дублирован на киностудии имени М. Горького в 1964 году (режиссёр Александр Андриевский). В советский прокат фильм вышел 21 сентября 1964 года (р/у 118564), а его премьера состоялась в старейшем московском кинотеатре «Художественный» с участием режиссёра ленты Ива Сиампи и актрисы Кейко Кисси — исполнительницы роли баронессы Юки Сакураи. Однако ещё ранее фильм был представлен избранной публике в Госкино 10 сентября. Под влиянием немецкоязычного варианта названия — «Кто вы, доктор Зорге?» (нем. Wer sind Sie, Dr. Sorge?) в советском прокате фильм демонстрировался с изменённым, по сравнению с оригинальным французским названием. В повторный прокат фильм вышел на экраны 13 июля 1985 года (р/у 1901485).

## Критика
Эльдар Рязанов сравнивал этот фильм с советской кинопродукцией, в которой отсутствовал показ сексуальных отношений между персонажами. По его выражению — «Наши герои лишены половых органов», а во французской картине про советского разведчика, показ любовных отношений имел место: «…он же через каждый кадр валит какую-то бабу, но при этом он служит Родине, и он отдал жизнь за свою страну». Рязанов ставит картину Сиампи в пример отечественному фильму о советском разведчике — «Семнадцать мгновений весны» Татьяны Лиозновой, в работе которой «ходит красавец мужчина, который половые органы оставил у начальника разведки»: «Он двадцать лет жену не видел, но разве он кого-нибудь хоть пальцем тронул? Это же враньё! Этот герой скомпрометирован в глазах людей. Мы все это понимаем. И мы про это много раз говорили и будем говорить».
После выхода в 1985 году ленты в повторный советский показ, в журнале «Спутник кинозрителя» писали, что через двадцать лет после появления фильма в СССР Рихарду Зорге было посвящено множество публикаций и снято несколько фильмов. По словам рецензента, работа Сиампи представляет собой профессионально и добротно снятый, увлекательный «психологический детектив на материале истории и политики», который привлечёт в кинотеатры как новых зрителей, так и тех, кто видел его ранее. В статье отмечалась общая правдивость сюжета, что было обеспечено консультациями Отто Мейснера. Кроме того, в заслугу фильма ставилась также «достоверность характеров», вызванная работой режиссёра Сиампи и исполнителя главной роли Хольцмана, которые пытались показать нравственный облик советского разведчика:
И надо отдать им справедливость — они благоразумно сбалансировали свои художнические усилия, направив их в равной степени и на воссоздание острой приключенческой интриги, и на раскрытие незаурядного человеческого характера героя, его нравственного мира, его психологии и душевных свойств.

## Оценки историков
Историки С. Девятов, Ю. Борисенок, В. Жиляев и О. Кайкова отметили, что в фильме присутствует якобы существовавшая телеграмма Зорге Сталину с датой нападения Германии на СССР.